# ذي فتاح (السبرة)

تعديل مصدري - تعديل

ذي فتاح محلة تابعة لقرية ذوعسل، التابعة لعزلة عينان بمديرية السبرة إحدى مديريات محافظة إب في الجمهورية اليمنية.، بلغ تعداد سكانها 135 حسب تعداد اليمن لعام 2004.